# FIFA Manager 14
FIFA Manager 14  es un videojuego de administración del fútbol desarrollado por  Bright Future GmbH, publicado por Electronic Arts  fue lanzado para Windows XP, Windows Vista, Windows 7 y Windows 8 en octubre de 2013. El juego fue mencionado en una nota de prensa de  EA el 8 de mayo por el presidente Frank Gibeau y más tarde plenamente confirmado en la página de Facebook en alemán de EA  el 19 de julio. 
El juego fue lanzado el 24 de octubre de 2013 en Alemania y un día más tarde en el Reino Unido. Es el último juego de  la saga de FIFA Manager cuando esté anunció que ninguna edición más sería lanzada.

## Características nuevas
El juego fue lanzado como  Legacy Edition junto con FIFA 14 para PS2, PSP, PS Vita, Wii y Nintendo 3DS. Esto no tuvo ninguna actualización en el gameplay o modos de juego en absoluto y tampoco nuevos modos de juego  y características solo se actualizó las plantillas, equipos y estadísticas.
Los cambios únicos de FIFA Manager 14  con respecto a su anterior entrega fue que se desbloquearon cerca de 25 características que ahora están desbloqueadas desde del inicio del juego.

## Licencias
El juego consta de encima 1000 licencias oficiales de clubes, presentando más de 35 000 jugadores, cerca de más de 70 ligas licenciadas. FIFA Manager 14 retiene todo de las licencias de FIFA Manager 13, pero con la adición del (Brasil) Campeonato Brasileiro Série A, (Chile) Campeonato Nacional Petrobras, (Colombia) Liga Postobón, (Argentina) Primera División Argentina  y (Polonia) Ekstraklasa. También se licenciaron los equipos de la (Ucrania) Premier League ucraniana, (Croacia) Prva HNL y (República Checa) Gambrinus Liga.